# Платан західний (Одеса, сквер Пале-Рояль, № 1)
Плата́н за́хідний — ботанічна пам'ятка природи місцевого значення в Україні. Об'єкт природно-заповідного фонду Одеської області. 
Розташований у місті Одеса, у сквері Пале-Рояль. 
Площа — 0,01 га. Статус отриманий у 1972 році. Перебуває у віданні комунального підприємства «Міськзелентрест». 
Статус надано для збереження декоративного дерева — платана західного (Platanus occidentalis).

## Галерея

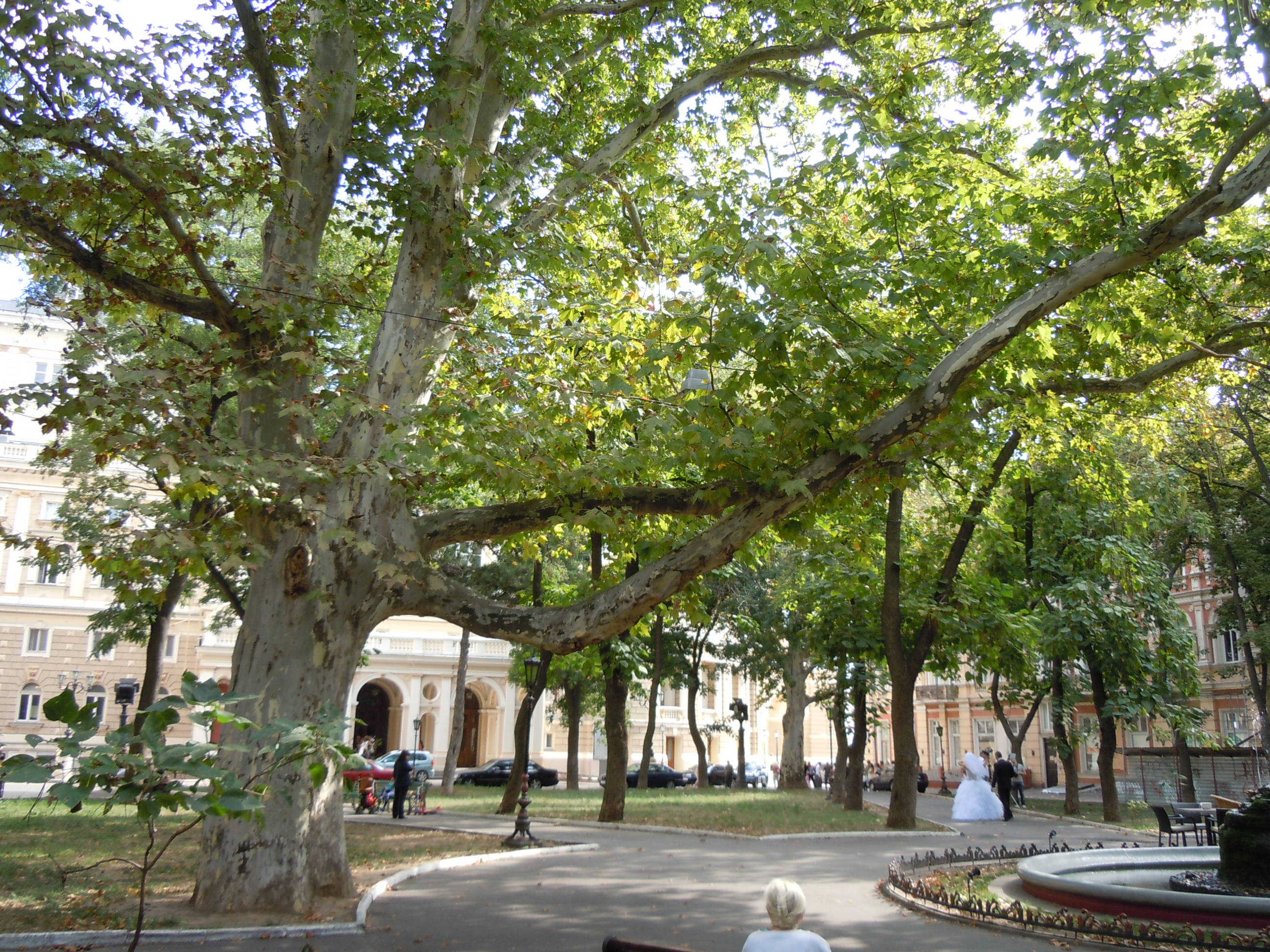
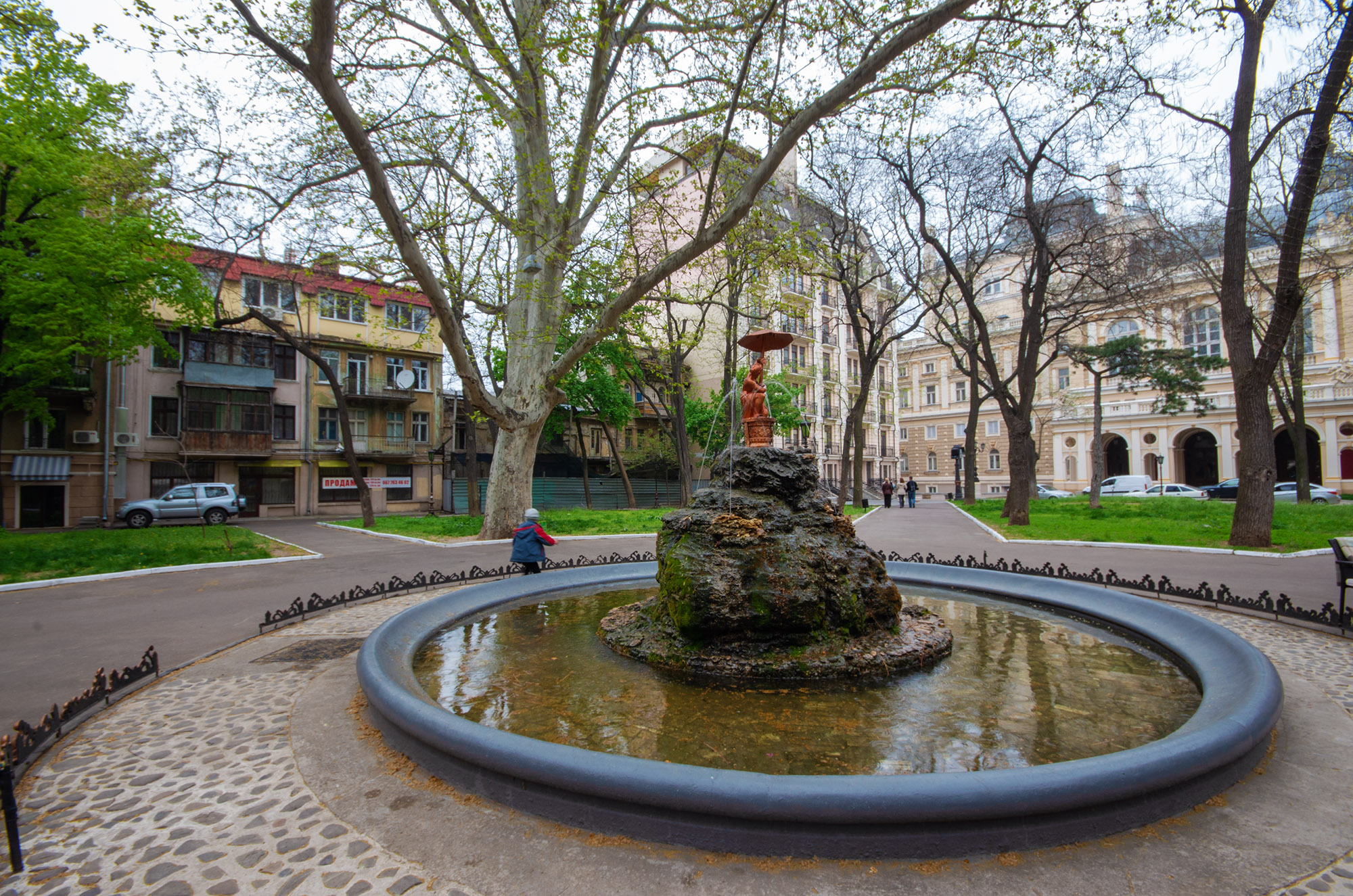
Пам'ятка у травні 2015
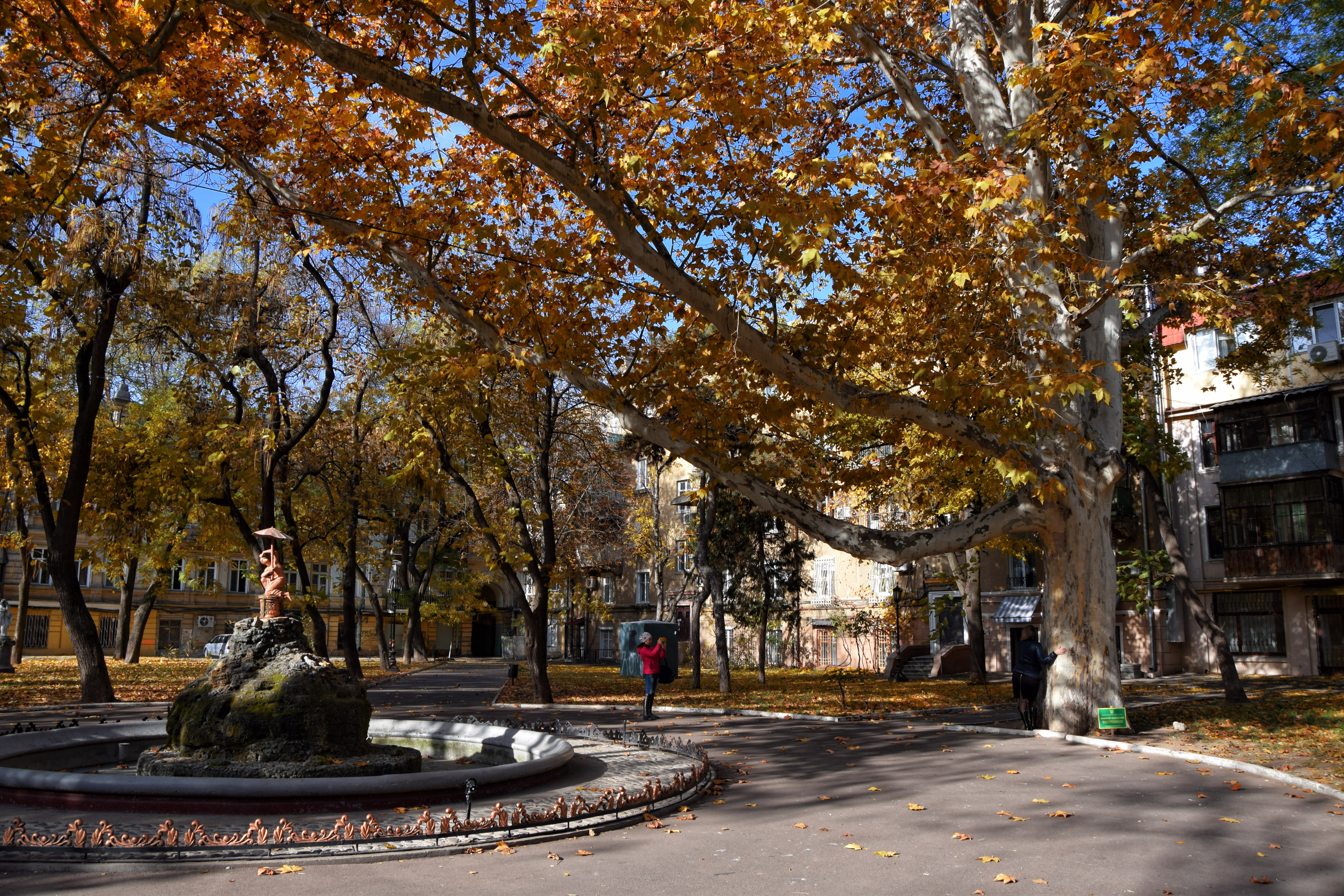
Пам'ятка у листопаді 2014
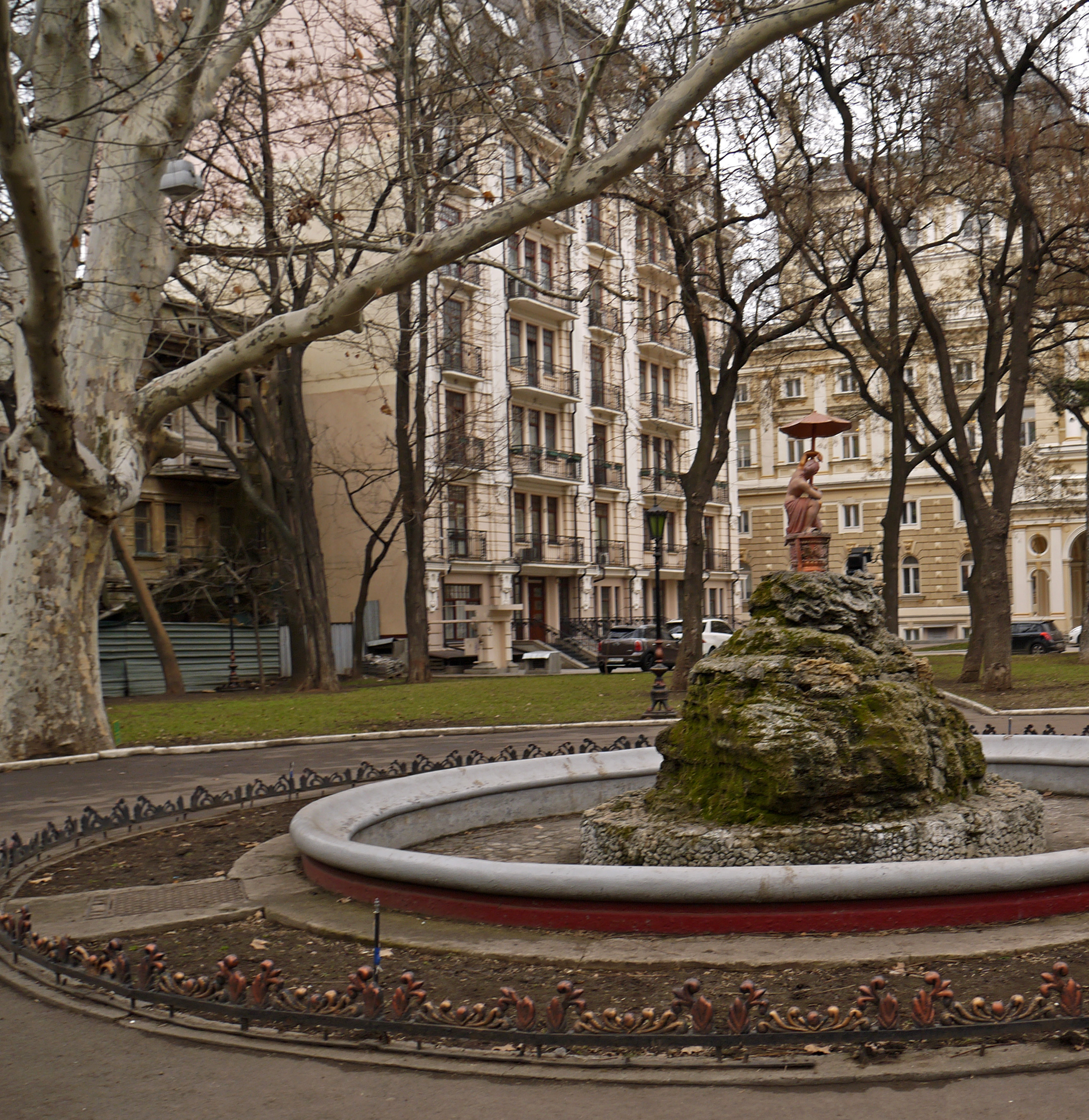
Пам'ятка у лютому 2014